# N+
N+ est un jeu vidéo de plates-formes sorti sur Nintendo DS, PSP et Xbox Live Arcade, sorti entre 2008 et 2009 sur ces trois consoles et dans le monde.

## Jouabilité
N+ se joue uniquement à l'aide de trois boutons, ainsi que de la commande directionnelle de la manette. Ils permettent de diriger un petit ninja noir. Le joueur peut ainsi courir, sauter et rebondir contre les murs, ainsi que collecter des pièces afin d'atteindre la sortie.
Chaque niveau a un temps limité, que l'on peut augmenter en collectant les pièces d'or.
Le joueur a un nombre de vie illimité, et la mort lors d'un niveau peut être souvent récurrente, cela fait partie du gameplay du jeu. Tout ce qui représente un danger pour le ninja le tuera instantanément, il n'y a donc pas de système de santé du joueur.
La mort du joueur peut être provoquée par différents drones, tel que le drone volant, le drone terrestre, la mitrailleuse, le canon laser et le lance-missile ; ou simplement par une chute d'une trop grande hauteur. Des plates-formes peuvent également subitement se déplacer et écraser le joueur.
Les niveaux sont souvent fondés sur un « timing » très précis, ou encore un grand nombre de portes à déverrouiller (niveau type « puzzle »).

## Multijoueur
La version Xbox Live Arcade inclut un mode multijoueur ainsi qu'un éditeur de niveaux, tandis que les versions Nintendo DS et PSP disposent en plus d'un système de partage de niveaux et de nouveaux modes multijoueur.
La version Xbox Live Arcade permet de jouer sur la même console de 2 à 4 joueurs, avec 2 consoles connectées ainsi qu'avec le Xbox Live.
Les serveurs Nintendo DS et PSP ont fermé le 2 octobre 2009, faute de financement.

## Réception critique
Le site web Jeuxvideo.com attribue un 16/20 aux versions PSP et XBLA, en concluant que « Partant d'un concept simple mais ultra exigeant dans son gameplay, le titre nous fait réapprendre la persévérance et fascine plus qu'il ne rebute. »,.